# Bizair
BizAir war eine deutsche Fluggesellschaft mit Sitz am Flughafen Berlin-Schönefeld GAT. Sie wurde 1990 als Teil der Peter Unternehmensgruppe gegründet und betrieb europaweite Charterflüge.
Das Unternehmen ist 2010 durch Insolvenzantrag und durch Abmeldung von Amts wegen (Amtsgericht Berlin-Charlottenburg) erloschen. Nachfolgegesellschaft ist die bizair.

## Flotte
- 3 Cessna Citation

Des Weiteren bot BizAir gegebenenfalls andere Flugzeugtypen an, wie Hubschrauber oder Langstreckenflugzeuge.